# Stachys albens
Stachys albens, con el nombre común en inglés de "whitestem hedgenettle" o "white hedgenettle", es una especie de planta herbácea de la familia de las lamiáceas. Es originaria de California.

## Descripción
S. albens tiene un tallo erecto que alcanza los 50–250 cm de altura, a menudo ramificado. Las hojas son pecioladas de 3–15 cm, ampliamente aovadas, crenadas a serradas, generalmente cubiertas de pelos. La inflorescencia es de 10–30 cm de largo con grupos de 6 a 12 flores.

## Hábitat
Se produce a una altura de entre 0 y 3000 metros en lugares pantanosos, zonas de montaña y rara vez en el desierto.

## Taxonomía
Stachys albens fue descrita por Alexander von Bunge y publicado en Proceedings of the American Academy of Arts and Sciences 7: 387. 1868.
Etimología
Ver: Stachys
albens: epíteto latíno que significa "blanqueado".
Sinonimia
- Stachys pycnostachya Torr. in C.Wilkes, U.S. Expl. Exped. 17: 408 (1874).
- Stachys velutina Greene, Erythea 2: 121 (1894), nom. illeg.
- Stachys lanuginosa Greene, Pittonia 3: 342 (1898).
- Stachys malacophylla Greene, Pittonia 3: 343 (1898).
- Stachys albens var. juliensis Jeps., Man. Fl. Pl. Calif.: 877 (1925).[5]